# 이매뉴얼 코리르
이매뉴얼 키프쿠루이 코리르(영어: Emmanuel Kipkurui Korir, 1995년 6월 15일~)는 케냐의 육상 선수로 주 종목은 중거리 달리기이다. 2020년 하계 올림픽 남자 800m 달리기에서 금메달을 획득했고, 2022년 세계 선수권 대회에서 800m 달리기 금메달을 획득했다.